# TAI T925
TAI T925 – projekt tureckiego śmigłowca transportowego. 

## Historia
Po raz pierwszy publicznie nowy projekt tureckiego producenta Turkish Aerospace Industries został zaprezentowany w trakcie odbywającego się w Paryżu Międzynarodowego Salonu Lotniczego w czerwcu 2023 roku. Docelowo nowy śmigłowiec ma zastąpić używane w Tureckich Siłach Zbrojnych maszyny rodziny Sikorsky S-70, Eurocopter AS532 Cougar i Mi-17 znajdujące się na wyposażeniu Dowództwa Generalnego żandarmierii. Według producenta, prace nad nową konstrukcją trwają już od kilku lat a oblot planpowany jest na 2024 roku. Obok wariantu przeznaczonego dla sił lądowych, producent przewiduje powstanie wersji dla marynarki wojennej. Wersja morska ma dysponować składanymi łopatami wirnika głównego i składaną belką ogonową. Dodatkowo kadłub zostanie przystosowany antykorozyjnie do operowania w środowisku morskim. Pomimo pierwotnych, militarnych zadań do jakich projektowany był T926, pierwszym odbiorcą zostanie cywilny, turecki Zarząd Lasów, podlegający Ministerstwu Rolnictwa i Leśnictwa. Maszyny w służbie Zarządu Lasów mają pełnić zadania przeciwpożarowe.

## Konstrukcja
Nowy śmigłowiec zaprojektowano w klasycznym układzie, z pojedynczym pięciołopatowym wirnikiem głównym o średnicy 17,3 m i czterołopatowym śmigłem ogonowym. Trójpodporowym podwoziem z kołem przednim, prawdopodobnie chowanym w locie. Maszyna, poza trzyosobową załogą bedzie w stanie zabrać na pokład 18 - 20 pasażerów. Producent przwiduje montaż tylen rampy desantowej. Początkowo konstrukcja ma być napędzana dwoma ukraińskimi silnikami TW3-117WMA-SBM1W serii 1 wyprodukowanymi przez zakłady Motor Sicz. Docelowo na pokład mają trafić rodzime turbowałowe jednostki napędowe o mocy rzędu 2500-3000 KM. T925 ma dzielić dużą część podzespołów z projektowanym, szturmowym TAI T925. Niektóre systemy awioniki będą pochodzić z oblatanego 6 września 2018 roku TAI T625. T925 ma dysponować rozbudowanym systemem samoobrony, łączności i głowicą elektrooptyczną.